# Euxoa monteclara
Euxoa monteclara là một loài bướm đêm trong họ Noctuidae.